# Нохратка
Нохра́тка (тат. Нохрат) — река в Татарстане, в бассейне реки Актай. Длина реки — 15 км. Площадь водосборного бассейна — 53,2 км². 
Высота истока — 140 м над уровнем моря. Уклон реки — 3,5 м/км.

## Описание
Протекает по открытой равнинной слабозаселённой местности на севере Алькеевского района.
Исток находится к юго-западу от деревни Старые Нохраты. От истока течёт на северо-восток и постепенно сворачивает влево, образуя дугу. В низовьях течёт на северо-запад. Устье в 1,5 км к югу от деревни Хлебодаровка.
Имеются пруды, насыпные дамбы через реку, мост в верховьях на автодороге «Болгар — Базарные Матаки».
На берегах расположена деревня Старые Нохраты, в бассейне находится также село Новый Баллыкуль. Общая численность населения в бассейне — 76 чел. (2010).

## Характеристика
Лесистость водосбора 5 %. Имеет один приток длиной 2 км. Густота речной сети 0,29 км/км².
Питание смешанное, с преобладанием снегового. Модуль подземного питания 0,1-0,25 л/с∙км². В летнюю межень на многих участках река пересыхает. Весеннее половодье начинается обычно в конце марта. Замерзает в середине ноября.
Вода умеренно жёсткая (3-6 мг-экв/л) весной и очень жёсткая (12-20 мг-экв/л) зимой и летом. Общая минерализация 100—200 мг/л весной и 400—500 мг/л зимой и летом.

## Данные водного реестра
По данным государственного водного реестра России относится к Нижневолжскому бассейновому округу, водохозяйственный участок реки — Камский участок Куйбышевского водохранилища от устья Камы до пгт Камское Устье без рек Шешма и Волга. Речной бассейн реки — Волга от верховий Куйбышевского водохранилища до впадения в Каспий.
Код водного объекта в государственном водном реестре — 11010000312112100004484.